# Кенчо
Кенчо (建長) је јапанска ера (ненко) која је настала после Хоџи и пре Коген ере. Временски је трајала од марта 1249. до октобра 1256. године и припадала је Камакура периоду. Владајући монарх био је цар Го-Фукакуса.

## Важнији догађаји Кенчо ере
- 1253. (Кенчо 5): Основан је храм Кенчо-џи.[3]